# WBC Tirol Innsbruck
WBC Tirol (njem. Wasserballclub Tirol) je vaterpolski klub iz grada Innsbrucka, Tirol, Austrija. 

## O klubu
Klub vodenih športova Tiroler Wassersportverein (TVV) je osnovan 1919. godine, a ubrzo je formirana i vaterpolska sekcija. Početkom 1980.-ih vaterpolisti TVV-a ulaze u austrijsku A ligu, te ubrzo postaju jedan od vodećih austrijskih klubova. Prvo prvenstvo osvajaju 1991. godine, a 1992. godine se vaterpolisti osamostaljuju u zaseban klub - Wasserballclub Tirol (WBC Tirol). Do 2019. godine su vaterpolisti WBC Tirola ukupno 19 puta bili prvaci Austrije.. 

## Uspjesi
Austrijsko prvenstvo (Bundesliga / Staatsliga)
- prvak: 1991., 1992., 1993., 1994., 1995., 1996., 1997., 1999., 2004., 2007., 2008., 2009., 2010., 2011., 2012., 2013., 2014., 2016., 2019.
- doprvak: 1982., 1984., 1987., 1988., 1989., 1990., 1998., 2005., 2006., 2018.

Austrijsko prvenstvo u zatvorenim bazenima
- prvak: 1982., 1984.

Kup Austrije
- pobjednik: 2007., 2008., 2009., 2010., 2011., 2012., 2013., 2014., 2018., 2019.

## Momčadi
Postava u sezoni 2006/07.: 
 
U sezoni 2006/07. natjecao se u Euroligi. U 1. izlučnom krugu, u skupini A je okončao na 6. mjestu, čime je ispao iz daljnjeg natjecanja u tom kupu.

Sudjelovanje u europskim kupovima je nastavio u LENA kupu, u skupini "J", u kojoj je osvojio 4. mjesto, čime je okončao svoje sudjelovanje u europskim kupovima za tu sezonu.

## Vanjske poveznice
- (njem.) wasserball-tirol.com
- (njem.) wasserball-tirol.com, Herren WBCT
- (njem.) twv.at, Tiroler Wassersportverein 1919[neaktivna poveznica]